# Peter Campbell (Wasserballspieler)

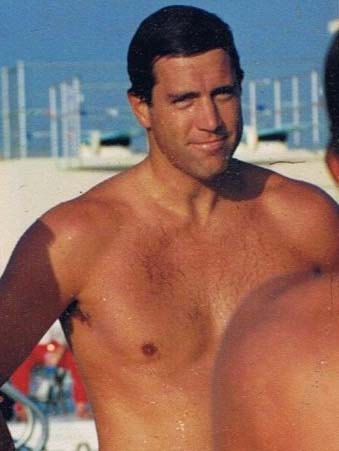
Peter Campbell (1984)

George Peter Campbell (* 21. Mai 1960 in Salt Lake City, Utah; † 11. Januar 2023 in Lake Arrowhead, Kalifornien) war ein Wasserballspieler aus den Vereinigten Staaten. Er gewann zwei olympische Silbermedaillen und zweimal Gold bei Panamerikanischen Spielen.

## Karriere
Der 1,93 Meter große Peter Campbell spielte mit der Nationalmannschaft der Vereinigten Staaten bei der Weltmeisterschaft 1982 in Guayaquil. Nach dem zweiten Platz in der Vorrunde erreichten die Amerikaner in der Platzierungsrunde den sechsten Rang hinter den Kubanern. Bei den Panamerikanischen Spielen 1983 in Caracas gewann das Team der Vereinigten Staaten den Titel vor den Kubanern und den Kanadiern. Im Jahr darauf bei den Olympischen Spielen 1984 in Los Angeles belegte das US-Team in seiner Vorrundengruppe den ersten Platz vor den Spaniern. In der Hauptrunde gewannen die Amerikaner ihre ersten drei Spiele. Das letzte Spiel gegen Jugoslawien endete mit 5:5, die Jugoslawen erhielten wegen der mehr erzielten Tore die Goldmedaille vor dem US-Team. Campbell warf im Turnierverlauf vier Tore.
Bei der Weltmeisterschaft 1986 in Madrid belegte die Mannschaft aus den Vereinigten Staaten den vierten Platz hinter den Teams aus Jugoslawien, Italien und der Sowjetunion. Im Jahr darauf siegte das US-Team bei den Panamerikanischen Spielen in Indianapolis vor Kuba und Brasilien. Bei den Olympischen Spielen 1988 in Seoul erreichte die Mannschaft aus den Vereinigten Staaten trotz eines 7:6-Sieges über Jugoslawien in der Auftaktpartie der Vorrunde das Halbfinale nur als Gruppenzweite hinter den Jugoslawen. Nach einem 8:7 im Halbfinale gegen die Mannschaft aus der Sowjetunion verloren die Amerikaner das Finale mit 7:9 gegen die Jugoslawen. Campbell warf neun Tore. 1986 und 1990 nahm Peter Campbell mit dem US-Team an den Goodwill Games teil.
Peter Campbell besuchte zunächst die University High School und dann die University of California, Irvine. Mit Irvine gewann er 1982 die Collegemeisterschaft der Vereinigten Staaten. Von 1978 bis 1988 spielte er im Verein bei der Newport Foundation.
Peter Campbell ist der Bruder des ehemaligen Wasserballspielers Jeff Campbell.